# Cullen holubii
Cullen holubii là một loài thực vật có hoa trong họ Đậu. Loài này được (Burtt Davy) C.H.Stirt. miêu tả khoa học đầu tiên.